# Vous m'entendez ?
Vous m'entendez ? (Can You Hear Me?) est le septième épisode de la douzième saison de la seconde série télévisée britannique Doctor Who. Il est diffusé le 9 février 2020 sur BBC One. En France, il est diffusé sur NRJ12 à partir du 26 novembre 2020.

## Résumé
Le Docteur dépose ses compagnons à Sheffield pour qu’ils puissent passer un peu de temps avec leurs amis et leurs familles. Elle reçoit une alerte d'Alep, en Syrie, en 1380. À peine arrivée, elle sauve d'une créature monstrueuse Tahira, la dernière patiente survivante d’un hôpital psychiatrique dévasté.
Pendant ce temps, les compagnons du Docteur ont des visions effrayantes : Graham voit une femme captive demander de l’aide ; Yaz fait des cauchemars au sujet d'un homme en vêtements foncés ; Ryan voit le même homme détacher ses doigts et les placer dans les oreilles de son ami Tibo, avant que les deux disparaissent. Les trois amis contactent le Docteur simultanément.
Le Docteur utilise les commandes télépathiques du TARDIS pour retrouver la vision de Graham, la localisant près d'un vaisseau spatial logé entre deux planètes, empêchant les planètes d'entrer en collision. À l'intérieur de l'engin se trouve une petite structure de prison avec une source d'alimentation protégée par un verrou de fluctuation quantique. Ils trouvent également des signaux envoyés de la Terre à la prison via les doigts détachés. Le Docteur manipule la serrure pendant que les autres explorent le vaisseau spatial, mais sont capturés par l'homme vêtu de noir. Comme le Docteur ouvre la serrure, l'homme se présente au Docteur comme étant Zellin, un dieu immortel. Il la remercie d'avoir sauvé sa complice, Rakaya, elle aussi une déesse immortelle, qui avait été piégée dans la cellule. Les deux se développent en provoquant le chaos et ils ont opposé les civilisations des deux planètes avant que leurs habitants arrivent à capturer Rakaya. Pour préserver sa santé mentale, Zellin lui a envoyé des cauchemars d'humains.
Zellin et Rakaya neutralisent le Docteur et se rendent sur Terre pour se nourrir de nouveaux cauchemars. Le Docteur arrive à se libérer avec son tournevis, puis s’occupe de ses compagnons. Elle trouve comment manipuler les doigts de Zellin pour contrôler la prison. Sachant que la créature d'Alep est un cauchemar de Tahira et ne peut donc pas lui faire de mal, le Docteur attire les dieux à Alep puis piège les dieux et la créature en les enfermant dans la prison.
Après avoir ramené Tahira à son époque, le groupe revient à la Sheffield contemporaine pour souffler. Ryan promet de mieux communiquer avec Tibo. Yaz va remercier un officier de police qui lui avait parlé alors qu’elle avait des pensées suicidaires des années auparavant. Graham s'ouvre au Docteur sur son angoisse au sujet de son cancer en rémission. Ryan parle à Yaz de l'impact de leurs voyages avec le Docteur sur leur vie personnelle. Alors que ses compagnons discutent de leur avenir avec le Docteur, celle-ci leur annonce soudainement qu'ils doivent rendre visite à Mary Shelley.

## Distribution
Sauf indication contraire, les informations mentionnées dans cette section peuvent être confirmées par la base de données cinématographiques IMDb,  présente dans la section « Liens externes ».
- Jodie Whittaker : Treizième Docteur
- Mandip Gill : Yasmin Khan
- Tosin Cole : Ryan Sinclair
- Bradley Walsh : Graham O'Brien
- Ian Gelder : Zellin
- Clare-Hope Ashitey : Rakaya
- Buom Tihngang : Tibo
- Bhavnisha Parmar : Sonya Khan
- Nasreen Hussain : Anita Patel
- Sharon D. Clarke : Grace O'Brien
- Aruhan Galieva (en) : Tahira
- Sirine Saba : Maryam
- Nasreen Hussain : Anita Patel
- Everal Walsh (en) : Gabriel
- Michael Keane : Fred
- Amanda Liberman : mère
- Willie Jonah : vieux Tibo
- Anthony Taylor : Andrew